# Unité urbaine de Marseille-Aix-en-Provence
L'unité urbaine de Marseille-Aix-en-Provence désigne selon l'Insee l'ensemble des communes ayant une continuité de bâti autour de la ville de Marseille. Cette unité urbaine, ou agglomération dans le langage courant, regroupe 1 635 154 habitants dans 50 communes pour une surface de 1 758,2 km2. Elle est la 3e agglomération la plus peuplée de France.

## Caractéristiques
Dans le zonage réalisé par l'Insee en 1999, l'unité urbaine était composée de trente-huit communes,, représentant une population municipale (2006) de 1 418 481 habitants et 1 289,59 km².
Dans le zonage réalisé en 2010, l'unité urbaine de Marseille-Aix-en-Provence était composée de 49 communes, dont 48 dans les Bouches-du-Rhône et 1 dans le Var. Entre 1999 et 2010, l'unité urbaine de Marseille-Aix-en-Provence s'était étendue puisqu'elle avait gagné 11 communes.
Dans le nouveau zonage réalisé en 2020, elle est composée de 50 communes, dont 49 dans les Bouches-du-Rhône et 1 dans le Var, la commune de Ventabren (Bouches-du-Rhône) ayant été ajoutée au périmètre.
En 2022, ses 1 635 154 habitants font d'elle la 3e unité urbaine de France par le nombre d'habitants après celles de Paris et de Lyon et avant celles de Toulouse et de Lille. Elle est au 1er rang dans la région Provence-Alpes-Côte-d'Azur.

Agglomérations de plus de 100000 habitants en France en 2022.

Le tableau suivant détaille la répartition de l'unité urbaine (2022) sur chaque département :
| Département      | Communes | Communes (%) | Superficie (km²) | Superficie (%) | Population (2022) | Population (%) |
| ---------------- | -------- | ------------ | ---------------- | -------------- | ----------------- | -------------- |
| Bouches-du-Rhône | 49       | 41,2         | 1731,18          | 34,0           | 1 629 277         | 78,7           |
| Var              | 1        | 0,7          | 27,02            | 0,5            | 5 877             | 0,5            |
| Total            | 50       |              | 1 758,20         |                | 1 635 154         |                |

## Composition 2020 de l'unité urbaine
L'unité urbaine 2020 de Marseille-Aix-en-Provence est composée des 50 communes suivantes :
| Nom                       | Code Insee | Département      | Statut       | Superficie (km2) | Population (dernière pop. légale) | Densité (hab./km2) | Modifier                                    |
| ------------------------- | ---------- | ---------------- | ------------ | ---------------- | --------------------------------- | ------------------ | ------------------------------------------- |
| Marseille (ville-centre)  | 13055      | Bouches-du-Rhône | ville-centre | 240,62           | 877 215 (2022)                    | 3 646              | modifier les données · modifier les données |
| Aix-en-Provence           | 13001      | Bouches-du-Rhône | banlieue     | 186,08           | 147 933 (2022)                    | 795                | modifier les données · modifier les données |
| Allauch                   | 13002      | Bouches-du-Rhône | banlieue     | 50,30            | 21 404 (2022)                     | 426                | modifier les données · modifier les données |
| Aubagne                   | 13005      | Bouches-du-Rhône | banlieue     | 54,90            | 47 724 (2022)                     | 869                | modifier les données · modifier les données |
| Auriol                    | 13007      | Bouches-du-Rhône | banlieue     | 44,64            | 12 986 (2022)                     | 291                | modifier les données · modifier les données |
| Beaurecueil               | 13012      | Bouches-du-Rhône | banlieue     | 9,86             | 595 (2022)                        | 60                 | modifier les données · modifier les données |
| Berre-l'Étang             | 13014      | Bouches-du-Rhône | banlieue     | 43,64            | 13 941 (2022)                     | 319                | modifier les données · modifier les données |
| Bouc-Bel-Air              | 13015      | Bouches-du-Rhône | banlieue     | 21,75            | 15 367 (2022)                     | 707                | modifier les données · modifier les données |
| La Bouilladisse           | 13016      | Bouches-du-Rhône | banlieue     | 12,61            | 6 447 (2022)                      | 511                | modifier les données · modifier les données |
| Cabriès                   | 13019      | Bouches-du-Rhône | banlieue     | 36,55            | 10 143 (2022)                     | 278                | modifier les données · modifier les données |
| Cadolive                  | 13020      | Bouches-du-Rhône | banlieue     | 4,18             | 2 219 (2022)                      | 531                | modifier les données · modifier les données |
| Châteauneuf-le-Rouge      | 13025      | Bouches-du-Rhône | banlieue     | 13,15            | 2 331 (2022)                      | 177                | modifier les données · modifier les données |
| Châteauneuf-les-Martigues | 13026      | Bouches-du-Rhône | banlieue     | 31,65            | 18 364 (2022)                     | 580                | modifier les données · modifier les données |
| La Destrousse             | 13031      | Bouches-du-Rhône | banlieue     | 2,93             | 4 023 (2022)                      | 1 373              | modifier les données · modifier les données |
| Éguilles                  | 13032      | Bouches-du-Rhône | banlieue     | 34,07            | 8 349 (2022)                      | 245                | modifier les données · modifier les données |
| Fos-sur-Mer               | 13039      | Bouches-du-Rhône | banlieue     | 92,31            | 15 694 (2022)                     | 170                | modifier les données · modifier les données |
| Fuveau                    | 13040      | Bouches-du-Rhône | banlieue     | 30,02            | 10 235 (2022)                     | 341                | modifier les données · modifier les données |
| Gardanne                  | 13041      | Bouches-du-Rhône | banlieue     | 27,02            | 21 534 (2022)                     | 797                | modifier les données · modifier les données |
| Gémenos                   | 13042      | Bouches-du-Rhône | banlieue     | 32,75            | 6 678 (2022)                      | 204                | modifier les données · modifier les données |
| Gignac-la-Nerthe          | 13043      | Bouches-du-Rhône | banlieue     | 8,64             | 10 030 (2022)                     | 1 161              | modifier les données · modifier les données |
| Gréasque                  | 13046      | Bouches-du-Rhône | banlieue     | 6,15             | 4 469 (2022)                      | 727                | modifier les données · modifier les données |
| Istres                    | 13047      | Bouches-du-Rhône | banlieue     | 113,73           | 44 044 (2022)                     | 387                | modifier les données · modifier les données |
| Marignane                 | 13054      | Bouches-du-Rhône | banlieue     | 23,16            | 33 164 (2022)                     | 1 432              | modifier les données · modifier les données |
| Martigues                 | 13056      | Bouches-du-Rhône | banlieue     | 71,44            | 48 818 (2022)                     | 683                | modifier les données · modifier les données |
| Meyreuil                  | 13060      | Bouches-du-Rhône | banlieue     | 20,13            | 6 341 (2022)                      | 315                | modifier les données · modifier les données |
| Mimet                     | 13062      | Bouches-du-Rhône | banlieue     | 18,70            | 4 147 (2022)                      | 222                | modifier les données · modifier les données |
| Miramas                   | 13063      | Bouches-du-Rhône | banlieue     | 25,74            | 25 891 (2022)                     | 1 006              | modifier les données · modifier les données |
| La Penne-sur-Huveaune     | 13070      | Bouches-du-Rhône | banlieue     | 3,56             | 6 618 (2022)                      | 1 859              | modifier les données · modifier les données |
| Les Pennes-Mirabeau       | 13071      | Bouches-du-Rhône | banlieue     | 33,66            | 22 423 (2022)                     | 666                | modifier les données · modifier les données |
| Peynier                   | 13072      | Bouches-du-Rhône | banlieue     | 24,76            | 3 692 (2022)                      | 149                | modifier les données · modifier les données |
| Peypin                    | 13073      | Bouches-du-Rhône | banlieue     | 13,35            | 5 612 (2022)                      | 420                | modifier les données · modifier les données |
| Plan-de-Cuques            | 13075      | Bouches-du-Rhône | banlieue     | 8,52             | 11 504 (2022)                     | 1 350              | modifier les données · modifier les données |
| Port-de-Bouc              | 13077      | Bouches-du-Rhône | banlieue     | 11,46            | 16 138 (2022)                     | 1 408              | modifier les données · modifier les données |
| Rognac                    | 13081      | Bouches-du-Rhône | banlieue     | 17,46            | 12 335 (2022)                     | 706                | modifier les données · modifier les données |
| Roquevaire                | 13086      | Bouches-du-Rhône | banlieue     | 23,83            | 8 823 (2022)                      | 370                | modifier les données · modifier les données |
| Rousset                   | 13087      | Bouches-du-Rhône | banlieue     | 19,50            | 5 357 (2022)                      | 275                | modifier les données · modifier les données |
| Saint-Chamas              | 13092      | Bouches-du-Rhône | banlieue     | 26,71            | 8 669 (2022)                      | 325                | modifier les données · modifier les données |
| Saint-Marc-Jaumegarde     | 13095      | Bouches-du-Rhône | banlieue     | 22,56            | 1 270 (2022)                      | 56                 | modifier les données · modifier les données |
| Saint-Mitre-les-Remparts  | 13098      | Bouches-du-Rhône | banlieue     | 21,02            | 5 996 (2022)                      | 285                | modifier les données · modifier les données |
| Saint-Savournin           | 13101      | Bouches-du-Rhône | banlieue     | 5,89             | 3 449 (2022)                      | 586                | modifier les données · modifier les données |
| Saint-Victoret            | 13102      | Bouches-du-Rhône | banlieue     | 4,73             | 6 689 (2022)                      | 1 414              | modifier les données · modifier les données |
| Septèmes-les-Vallons      | 13106      | Bouches-du-Rhône | banlieue     | 17,84            | 12 018 (2022)                     | 674                | modifier les données · modifier les données |
| Simiane-Collongue         | 13107      | Bouches-du-Rhône | banlieue     | 29,84            | 5 823 (2022)                      | 195                | modifier les données · modifier les données |
| Le Tholonet               | 13109      | Bouches-du-Rhône | banlieue     | 10,82            | 2 370 (2022)                      | 219                | modifier les données · modifier les données |
| Trets                     | 13110      | Bouches-du-Rhône | banlieue     | 70,31            | 10 933 (2022)                     | 155                | modifier les données · modifier les données |
| Velaux                    | 13112      | Bouches-du-Rhône | banlieue     | 25,23            | 8 827 (2022)                      | 350                | modifier les données · modifier les données |
| Venelles                  | 13113      | Bouches-du-Rhône | banlieue     | 20,54            | 8 420 (2022)                      | 410                | modifier les données · modifier les données |
| Ventabren                 | 13114      | Bouches-du-Rhône | banlieue     | 26,32            | 5 613 (2022)                      | 213                | modifier les données · modifier les données |
| Vitrolles                 | 13117      | Bouches-du-Rhône | banlieue     | 36,58            | 36 612 (2022)                     | 1 001              | modifier les données · modifier les données |
| Saint-Zacharie            | 83120      | Var              | banlieue     | 27,02            | 5 877 (2022)                      | 218                | modifier les données · modifier les données |

## Évolution démographique
L'évolution démographique ci-dessous concerne l'unité urbaine dans la délimitation de 2020.
| 1968      | 1975      | 1982      | 1990      | 1999      | 2006      | 2011      | 2016      | 2022      |
| --------- | --------- | --------- | --------- | --------- | --------- | --------- | --------- | --------- |
| 1 232 056 | 1 356 855 | 1 415 918 | 1 420 395 | 1 467 568 | 1 546 253 | 1 565 519 | 1 592 894 | 1 635 154 |